# Drymaria paposana
Drymaria paposana är en nejlikväxtart som beskrevs av Rodolfo Amando Philippi. Drymaria paposana ingår i släktet Drymaria och familjen nejlikväxter.

## Underarter
Arten delas in i följande underarter:
- D. p. serrulata
- D. p. weberbaueri